# Upravljanje računalnim mrežama
Upravljanje računalnim mrežama proces vođenja i održavanja računalnih mreža.  Predstavlja uslugu koja se dodaje u postojeću računalnu mrežu da bi se olakšalo upravljanje pojedinim dijelovima mrežnog sustava i mrežom kao cjelinom.
Svakoj IT infrastrukturi okosnicu čine računalne mreže. Mrežna infrastruktura mora biti dostupna, čega je pokazatelj suvremeni sveopći trend konsolidacije IT resursa. Budući da su svi klijenti povezani mrežnom infrastrukturom na sustave poslužitelja, sustave za pohranu podataka i sl, greške na računalnim mrežama mogu paralizirati poslovanje. Zato se ne čeka da se greška dogodi, nego se nastoji prepoznati nepravilnosti u radu koje bi u skoro vrijeme mogle prouzročiti pogreške na mreže. Da bi administratori mrežnih resursa mogli pratiti rad računalne mreže, moraju na raspolaganju imati oruđa. Tada pouzdano mogu izvješćivati o stanju te sustavno predlagati unaprjeđivanja iste.
Arhitektura tipičnog sustava za upravljanje mrežom (eng. NMS – Network Management System) sastoji od entiteta za upravljanje, entiteta kojima se upravlja i skupa veza između njih. Entiteti kojima se upravlja često se nazivaju i krajnje točke. Oni su obično računala, poslužitelji i drugi mrežni uređaji (usmjerivači, upravljivi preklopnici, vatrozidovi itd.) koji izvršavaju programe, tzv. agente, koji im omogućuju slanje obavijesti prilikom detekcije nekog problema (primjerice ako je zauzeće diskovnog prostora prešlo definiranu kritičnu razinu). Entiteti za upravljanje pored primanja dojave mogu automatski ili na korisnikovu inicijativu dohvaćati određene podatke s nadziranih sustava.:4
Jedan od razvijenih mrežnih standarda kojem je cilj objediniti upravljanje računalnim mrežama je WBEM (eng. Web-based Enterprise Management), koji je razvio DMTF (eng. Distributed Management Task Force), neprofitna organizacija čije je djelovanje bilo usmjereno ka normama za upravljanje osobnim računalima.:26 WBEM je tehnologija koja se oslanja na protokol HTTP i programsko sučelje CGI (eng. Common Gateway Interface).:27
Osoba koja upravlja računalnim mrežama mora poznavati elemente računalnih mreža (računala, čvorišta, kanali), lokalne mreže, Ethernet, razvoj topologije lokalnih mreža, standardizacije ISO/IEC 11801, EIA/TIA 569, IEC 750, IEC 1082, izradu projektne dokumentacije (sadržaj, organizacija, sustav označivanja), definiranje zahtjeva korisnika, radne grupe, izbor i podešavanje aktivne opreme, integraciju mrežnih podsustava računala, instaliranje i podešavanje modemskih veza, priključka lokalnih mreža, intranet mreža, TCP/IP programske podrške, mrežnu arhitekturu TCP/IP (Interneta), web poslužitelja, podešavanje telnet i FTP poslužitelja, adresiranje i domene imena, nepovezane i skrivene mreže (intranet), rezervirane adrese, osnove sigurnosti računala i podataka, filtriranje prometa, sigurnost računala i podataka, ograničenje pristupa, ovlaštenje pristupa podatcima, vatrozid i ostalo.
Dva su osnovna protokola za upravljanje mrežom i rabi ih se od prvih računalnih mreža. U primjeni su i sada zbog učinkovitosti kao temeljna oruđa za rješavanje problema i upravljanje. To su komunikacijski protokol za kontrolu poruka (engl. Internet Control Message Protocol, ICMP) i jednostavni mrežni protokol za nadzor i upravljane (engl. Simple Network Management Protocol, SNMP). SNMP je danas jedan od najrasprostranjenijih i najčešće korištenih protokola za upravljanje i nadzor mrežne okoline. Razvoj SNMP protokola zasada je stao na trećoj inačici - SNMPv3Sustav upravljanja mrežom koji se temelji na korištenju web tehnologija oslanja se na protokol HTTP i općenito na aplikacijski sloj OSI modela.:26
OSI/ISO model za upravljanjem računalnim mrežama je FCAPS, što je akronim od imena pet područja koji standard definira::20:5
- upravljanje greškama (engl. F'ault management). Čini ga proces otkrivanja, lociranja, postavljanja dijagnoze, dojava grešaka i ispravljanja mrežnog problema.[5]:20[1]:5
- upravljanje konfiguracijama (engl. Configuration management). Postoji radi definiranja uređaja na računalnoj mreži tako da uređaji neometano obavljaju svoju funkciju, bez poteškoća za korisnike i sveukupnu funkcionalnost računalnih mreža.[5]:23
- upravljanje obračunavanjem troškova (engl. A'ccounting management). Njome se mjeri koliko korisnik troši mrežne resurse mjereći protok informacija od strane koga i kroz koje vrijeme. Nakon mjerenja korisniku se naplati ono što je koristio kroz određeni vremenski interval. Davateljima usluga ovo predstavlja jezgru njihova gospodarenja pa zato treba biti robusna s velikom dostupnošću i pouzdanošću, da se ne bi dogodilo da netko plati uslugu i ne dobije ju.[5]:25[1]:5
- upravljanje performansama (engl. Performance management). Zadaća je osigurati da mrežni podatci ostanu dostupni i da ne dolazi do zagušenja u mreži.[5]:26
- upravljanje sigurnošću (engl. Security management). Bavi se zaštitom osjetljivih informacija na uređajima spojenim na mrežu, kontrolirajući pristupne točke.[5]:27

## Vanjske poveznice
- [neaktivna poveznica] Julije Ožegović / Nastavni program: Projektiranje i upravljanje racunalnim mrežama